# Seedskadee National Wildlife Refuge
Das Seedskadee National Wildlife Refuge ist ein National Wildlife Refuge in den Vereinigten Staaten, das im Sweetwater County im Bundesstaat Wyoming liegt und vom United States Fish and Wildlife Service geleitet wird. Durch den Wildpark fließt der Green River. Die nächstgelegene Stadt ist Rock Springs.

## Geschichte
Als die kontinentalen Eisflächen in Wyoming nach Norden zurückwichen, kamen erste Menschen in die Gegend. Im 14. Jahrhundert besiedelten die Shoshonen, ein Indianervolk Nordamerikas das Gebiet. Diese waren nomadisch und von der Jagd auf Bison- und Gabelbockherden abhängig, die durch das Gebiet wanderten. In den frühen 1800er Jahren kamen die ersten europäischen Trapper in die Gegend. Mit dem Bau einer Eisenbahnlinie im Jahr 1868 begannen sich einige Bewohner permanent dort niederzulassen. Mehrere der Strukturen aus dieser Zeit, die heute als nationale historische Stätten angesehen werden, sind weiterhin im Seedskadee National Wildlife Refuge erhalten und können besichtigt werden. Als National Wildlife Refuge wurde das Gebiet 1965 gegründet. Es diente als Kompensation für den Verlust des Lebensraums, als die Talsperre Flaming Gorge gebaut wurde und dadurch das Flaming Gorge Reservoir entstand. Die Region ist ein wichtiger Migrationsweg und ein bedeutendes Nistgebiet für eine Vielzahl von wandernden Wasser- und Singvogelarten. Der Name Seedskadee leitet sich von der Bezeichnung „Sisk-a-dee-agie“ ab, den die Ureinwohner prägten und der die Bedeutung  „Fluss der Prärie-Henne“ hat. Dabei dürfte es sich um das im Park verbreitete Beifußhuhn (Centrocercus urophasianus) handeln.

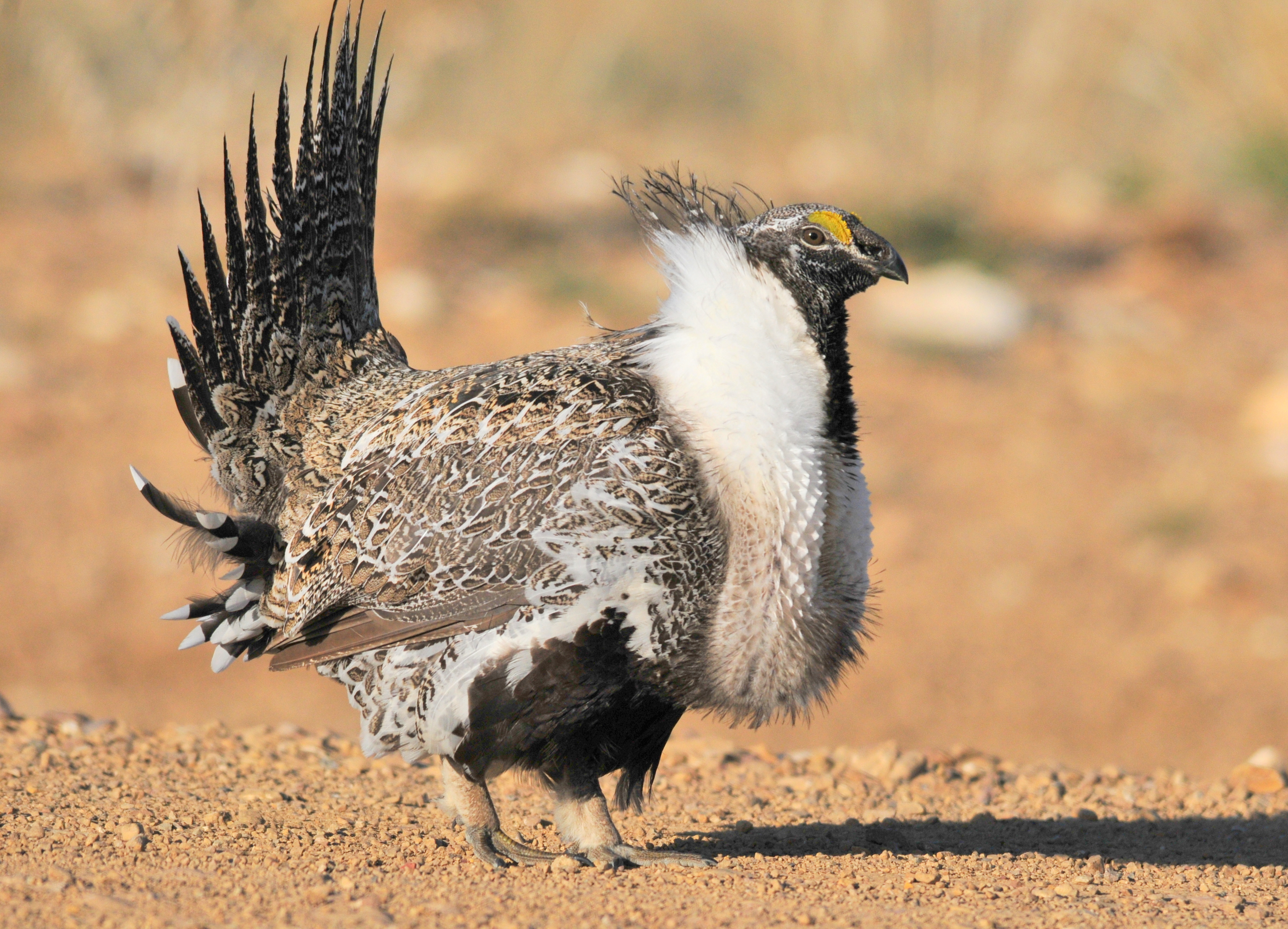
Beifußhahn
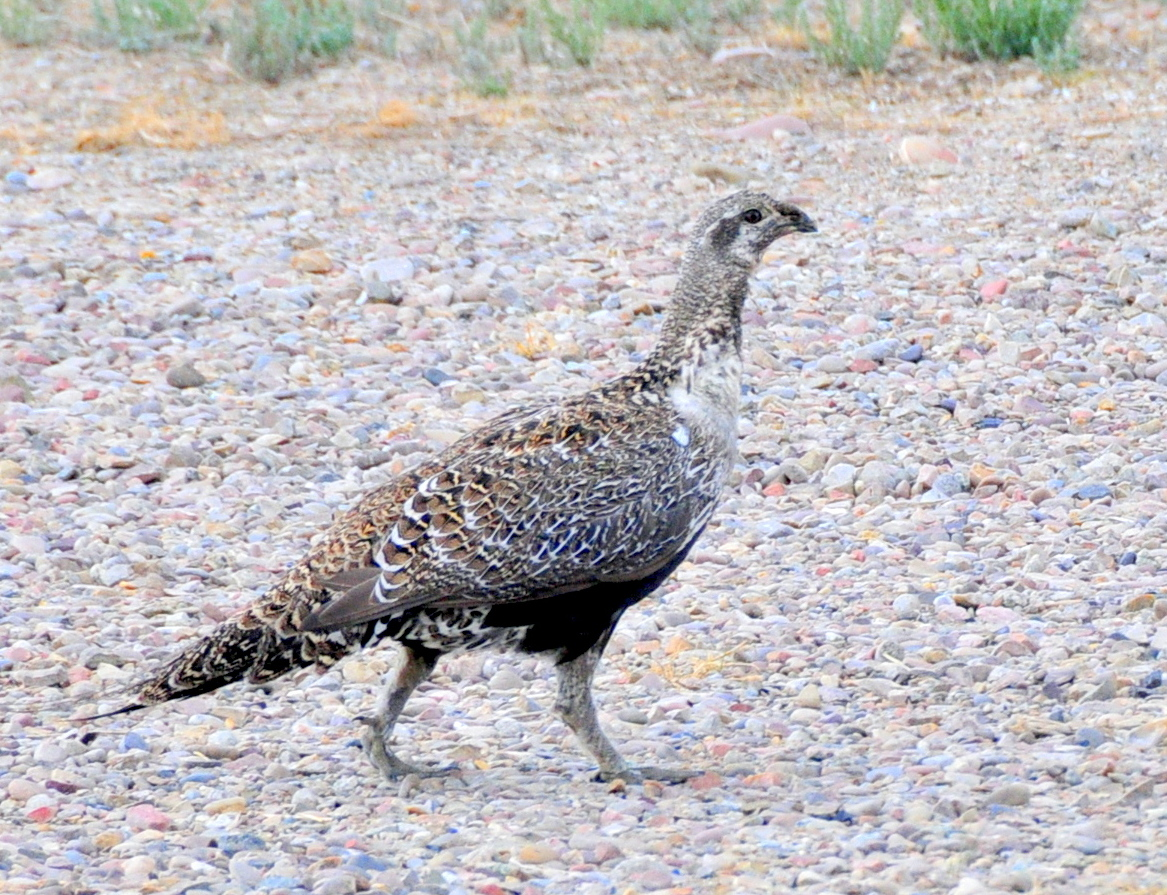
Beifußhenne

## Parkvorschriften
Der Wildpark kann zu Fuß, mit dem Fahrrad, dem Auto, zu Pferd oder per Boot erkundet werden. Parken oder Camping über Nacht ist nicht zulässig. Hunde von Parkbesuchern müssen an einer Leine geführt werden. Bei bestimmten Anlässen während einer Jagd gibt es jedoch Ausnahmen. Das Sammeln von Geweihen, Artefakten, Pflanzen, Tieren und Mineralien ist nicht gestattet.

## Parkbereiche
Der ca. 10,6 Hektar große Wildpark enthält verschiedenartige Lebensräume, beispielsweise ausgedehnte Flussufer- und Feuchtgebieten entlang  des Green River sowie Steppen- und Waldgebiete. Das Gelände wird von mehreren Wegen (Trails) durchzogen, die Flicker Trail, Lumbard Ferry sowie Oregon, Mormon und California Trail genannt werden. Diese können im Winter auch mit Langlaufski oder Schneeschuhen begangen werden. Durch den Wyoming Highway 372 (in Nordwest-Südost-Richtung) sowie den Wyoming Highway 28 (nach Nordosten in Richtung Farson) ist der Park an das öffentliche Straßennetz angebunden.

## Flora und Fauna
Die Flora ist vielfältig und besteht aus Pflanzen, wie sie typischerweise in Wäldern, Prärien und Feuchtgebieten im Norden Nordamerikas vorkommen. Eine Besonderheit sind die ausgedehnten mit Artemisia bewachsenen Flächen (Sagebush-Steppen). Die Tierwelt ist ebenfalls vielfältig, wobei Vogelarten und Säugetiere für die meisten Besucher besonders attraktiv sind. Dokumentiert wurden 249 Vogelarten, 55 Säugetierarten, 22 Fischarten, 6 Reptilienarten und 4 Amphibienarten (Stand 2018). Die Artenhäufigkeit variiert jährlich aufgrund von Veränderungen des Wasserspiegels der Feuchtgebiete, Schwankungen der verfügbaren Nahrung und natürlicher Zyklen, beispielsweise dem Wanderverhalten.

## Parkangebote
Das Seedskadee Refuge bietet jedes Jahr den Besuchern zahlreiche Erholungsmöglichkeiten. Sie erleben eine abwechslungsreiche Landschaft mit vielfältigen Wildtieren und können wandern, bootfahren, Wege befahren, reiten, fotografieren, jagen, angeln oder historische Stätten besichtigen.

### Führungen
Die Parkbesucher haben die Möglichkeit, eigenständige Spaziergänge oder Ranger-geführte Touren zu unternehmen. Dabei werden Programme angeboten, die den Besuchern Informationen zu den Wildtieren vermitteln. Weitergehende Informationen sind in einem Informationszentrum verfügbar.

### Vogelbeobachtungen
Da im Seedskadee National Wildlife Refuge 249 verschiedene Vogelarten dokumentiert wurden, eignet er sich hervorragend für Vogelbeobachtungen und wird dementsprechend von Ornithologen vielfach frequentiert. Außer den ständig im Park lebenden und brütenden Standvögeln, zu denen u. a. viele Singvögel (Passeri) und Spechte (Picidae) gehören, wird das Gebiet auch von vielen Zugvögeln zu bestimmten Zeiten besucht. Die Frühlingsmigration beginnt normalerweise im Februar und endet im Juni, wobei der Höhepunkt im Mai liegt. Die Herbstmigration beginnt im August und endet im November, schwerpunktmäßig im September/Oktober. Nachfolgende Bildreihe zeigt einige Vogelarten aus dem Park:

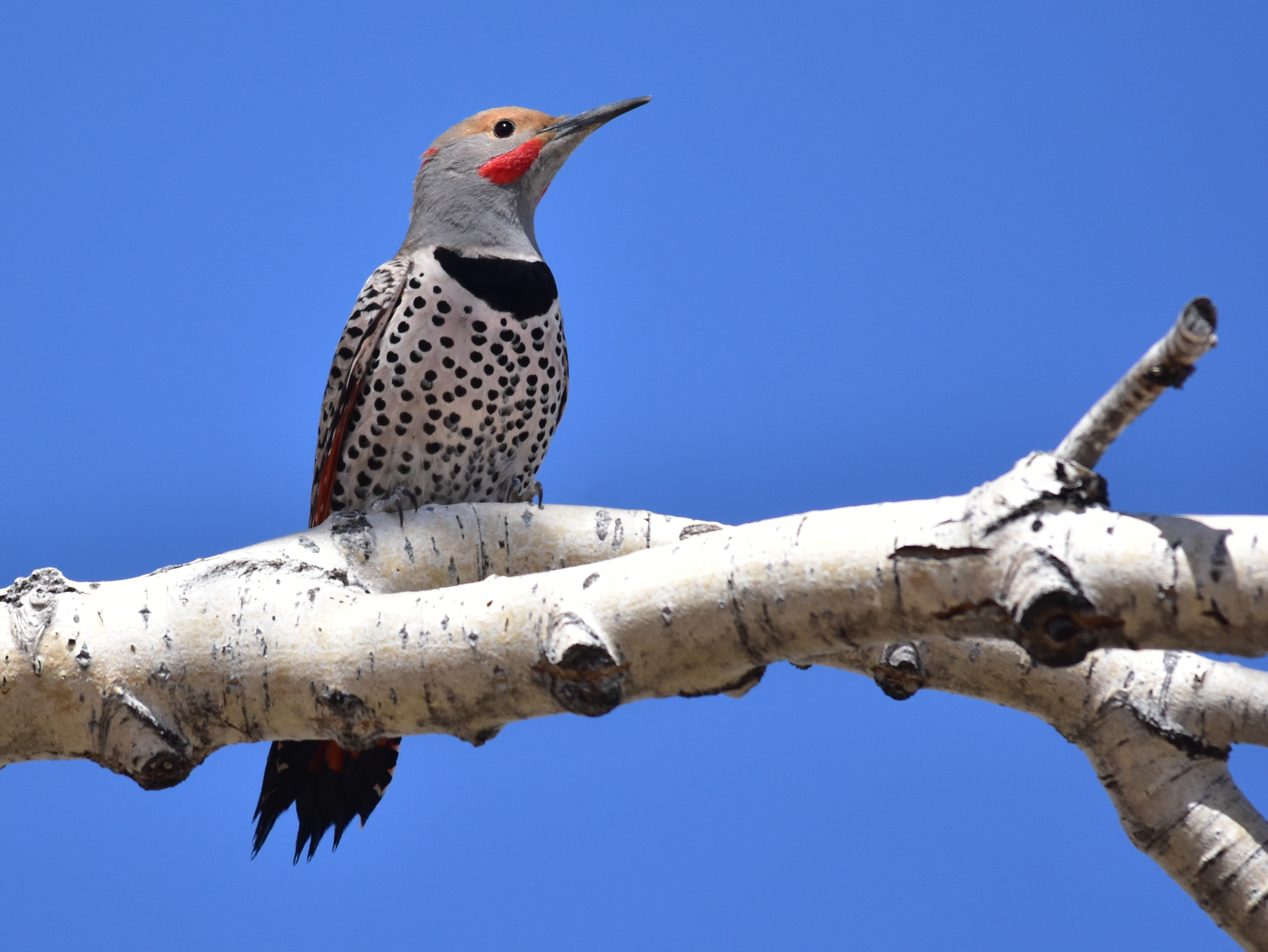
Goldspecht (Colaptes auratus)
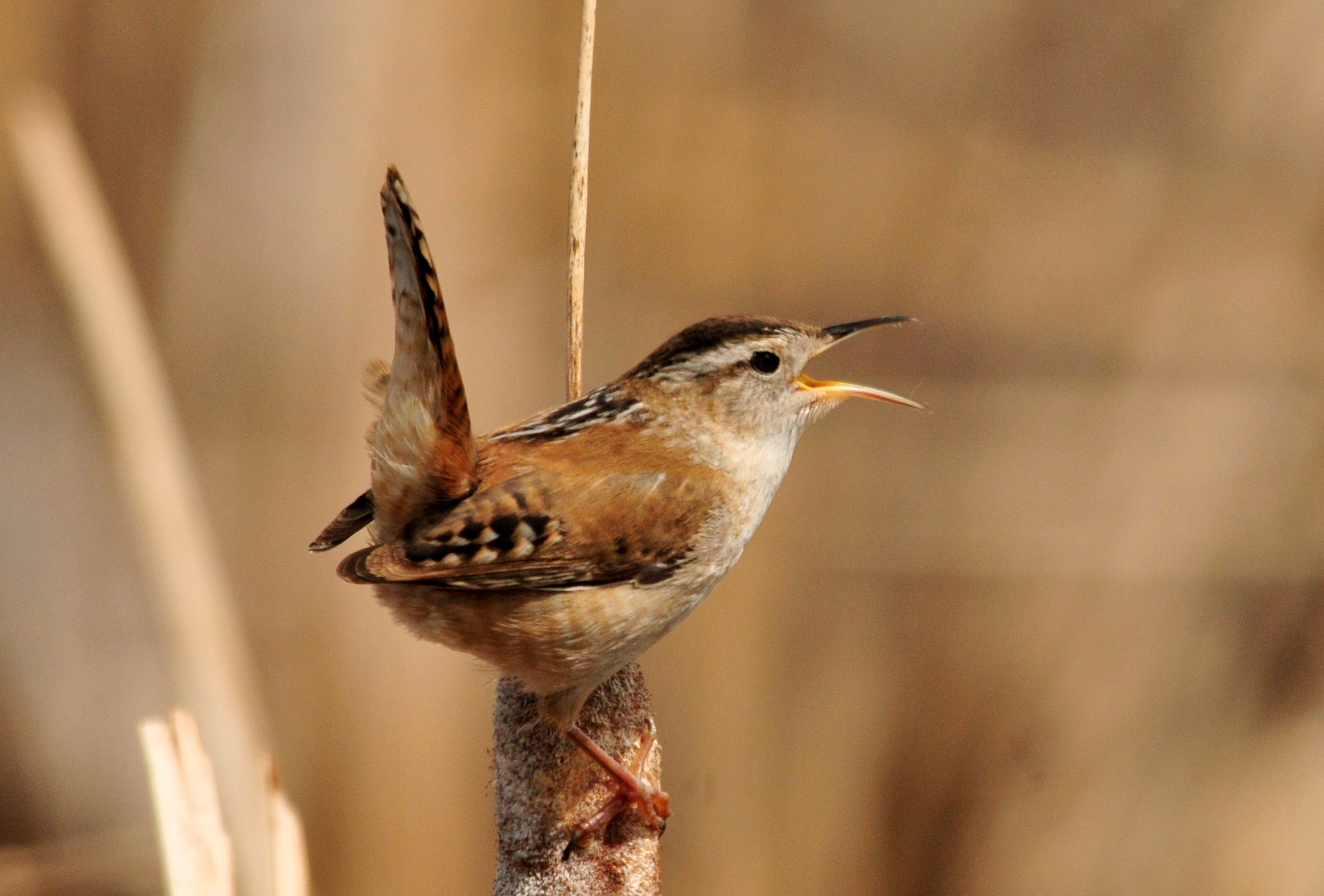
Sumpfzaunkönig (Cistothorus palustris)
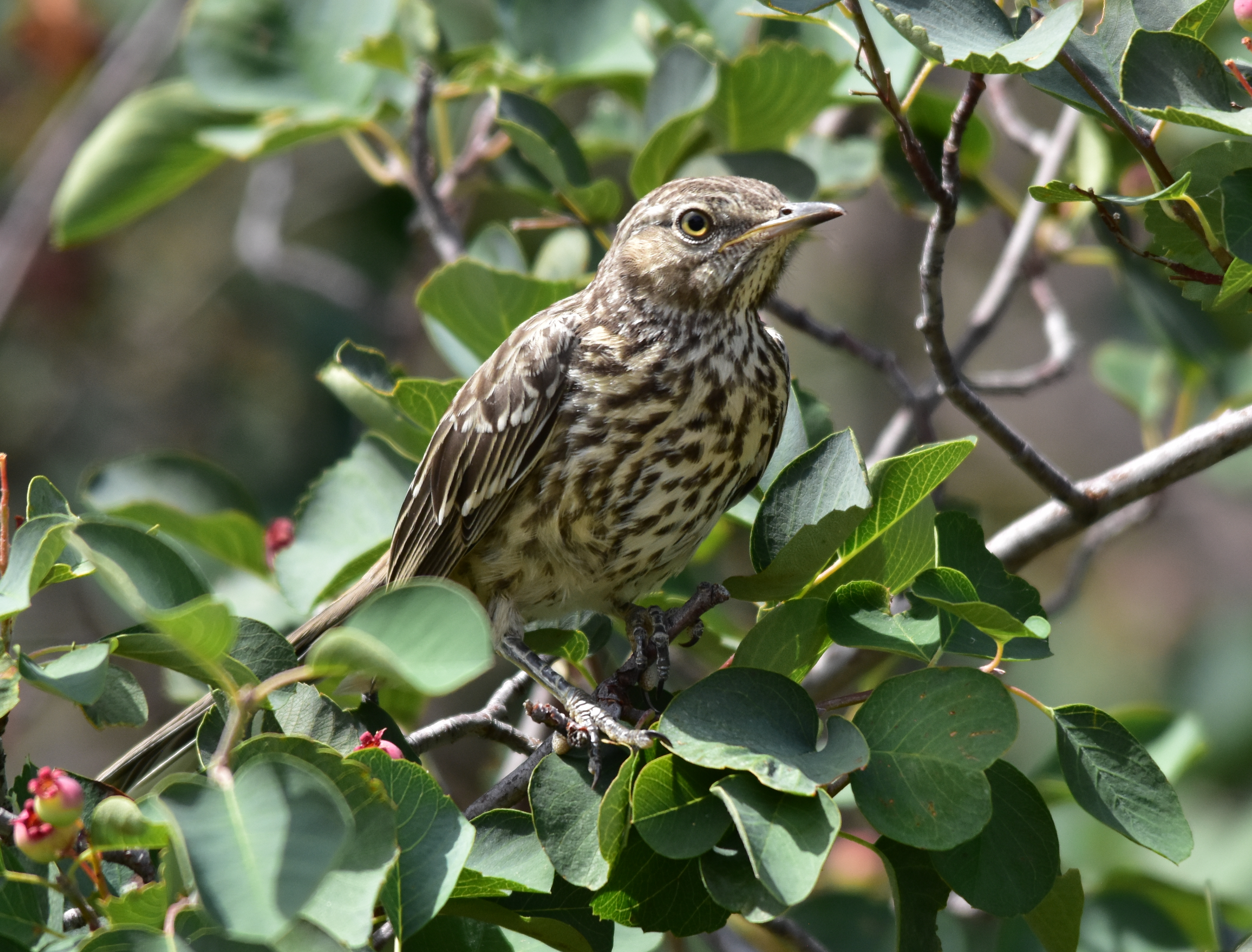
Beifuß-Spottdrossel (Oreoscoptes montanus)
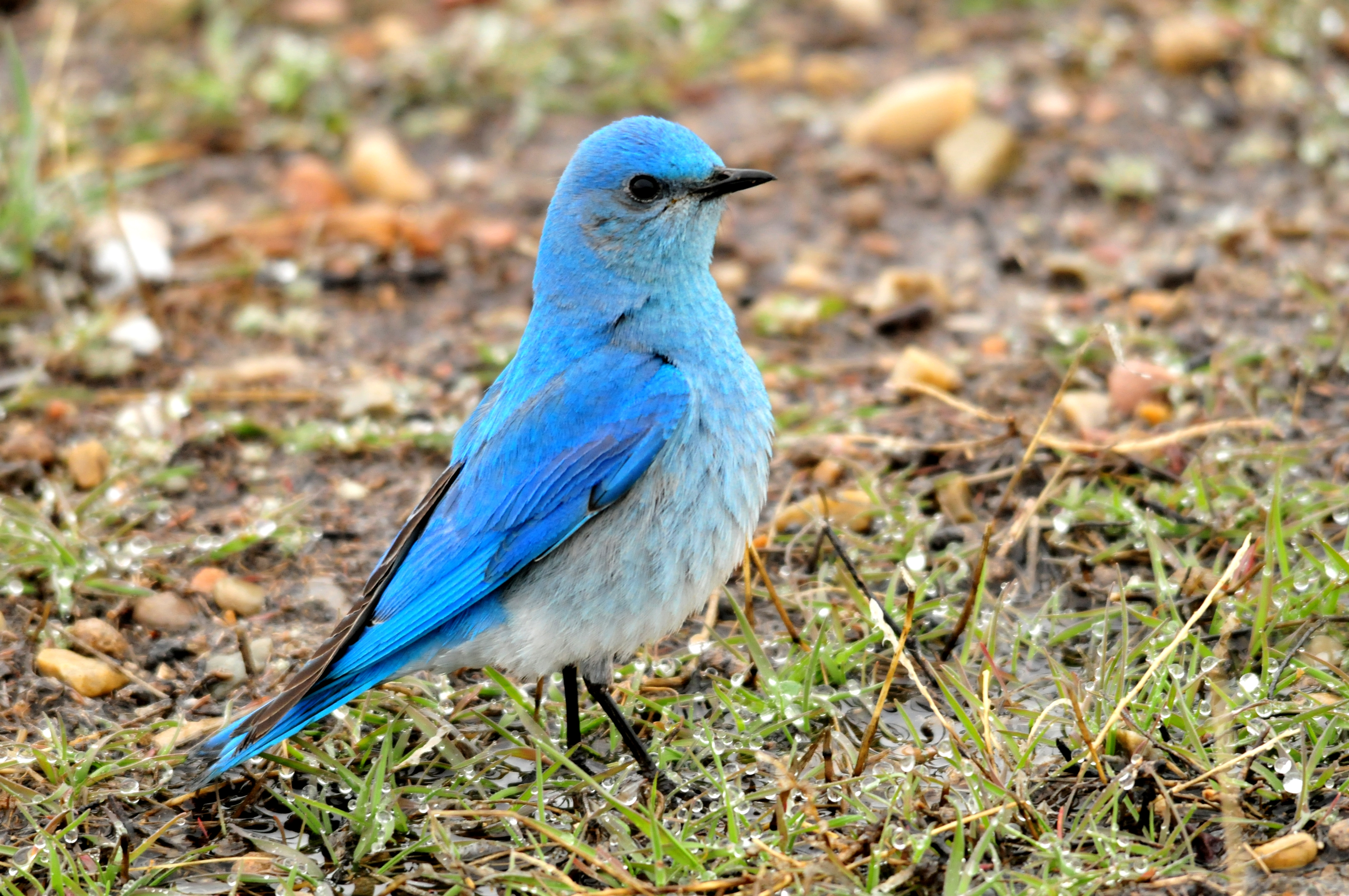
Berghüttensänger (Sialia currucoides)
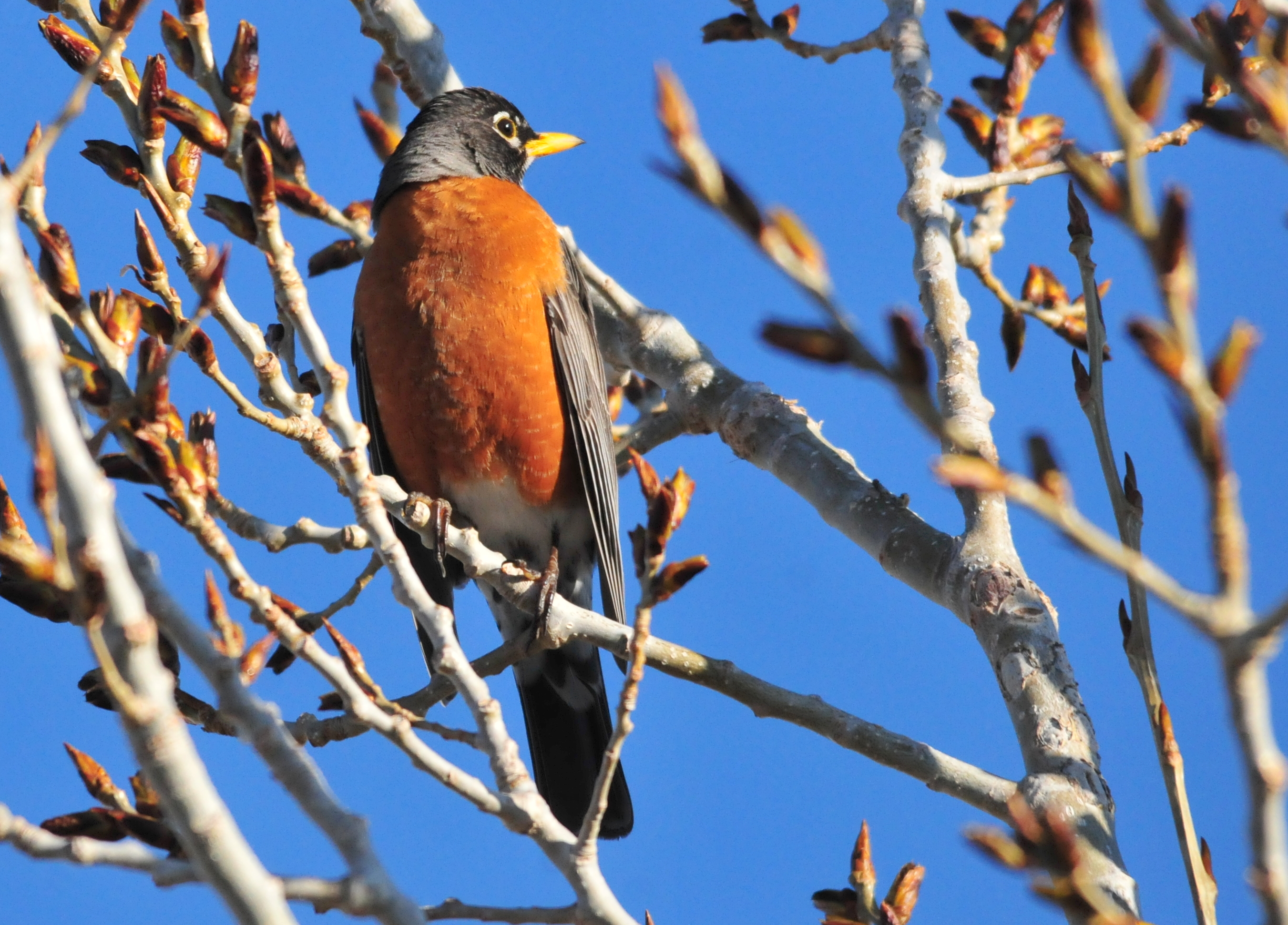
Wanderdrossel (Turdus migratorius)

### Jagd
Da es im Wildpark wenige natürliche Feinde für die Tierwelt gibt, werden Hirschpopulationen (Cervidae) oft sehr groß und richten Schäden an den nachwachsenden Bäumen und Sträuchern an, die wiederum als Nistmöglichkeiten für viele Vogelarten notwendig sind. Die Bejagung durch den Menschen ist für die Erhaltung des Gleichgewichts deshalb unerlässlich. Im Seedskadee National Wildlife reicht die Jagdsaisonen üblicherweise von Mitte August bis Ende Januar. Die Jagdsaison sowie die Gebietsgrenzen für einige Arten können von Jahr zu Jahr variieren. Die Jagd ist nur für ausgewählte Arten gemäß den Vorschriften des Wyoming Game and Fish Department zulässig. Häufig bejagte Arten sind Weißwedelhirsch (Odocoileus virginianus), Wapiti (Cervus canadensis), Maultierhirsch (Odocoileus hemionus), Gabelbock (Antilocapra americana) und Elch (Alces alces). Die Jagd auf Kojoten (Canis latrans), Präriehunde (Cynomys) und Schlangen ist nicht gestattet. Bei lokalen Jägern ist außerdem die Entenjagd sowie die Jagd auf Beifußhühner (Centrocercus urophasianus)  sowie auf Rallen (Rallidae) und Schnepfenvögel (Scolopacidae) beliebt.

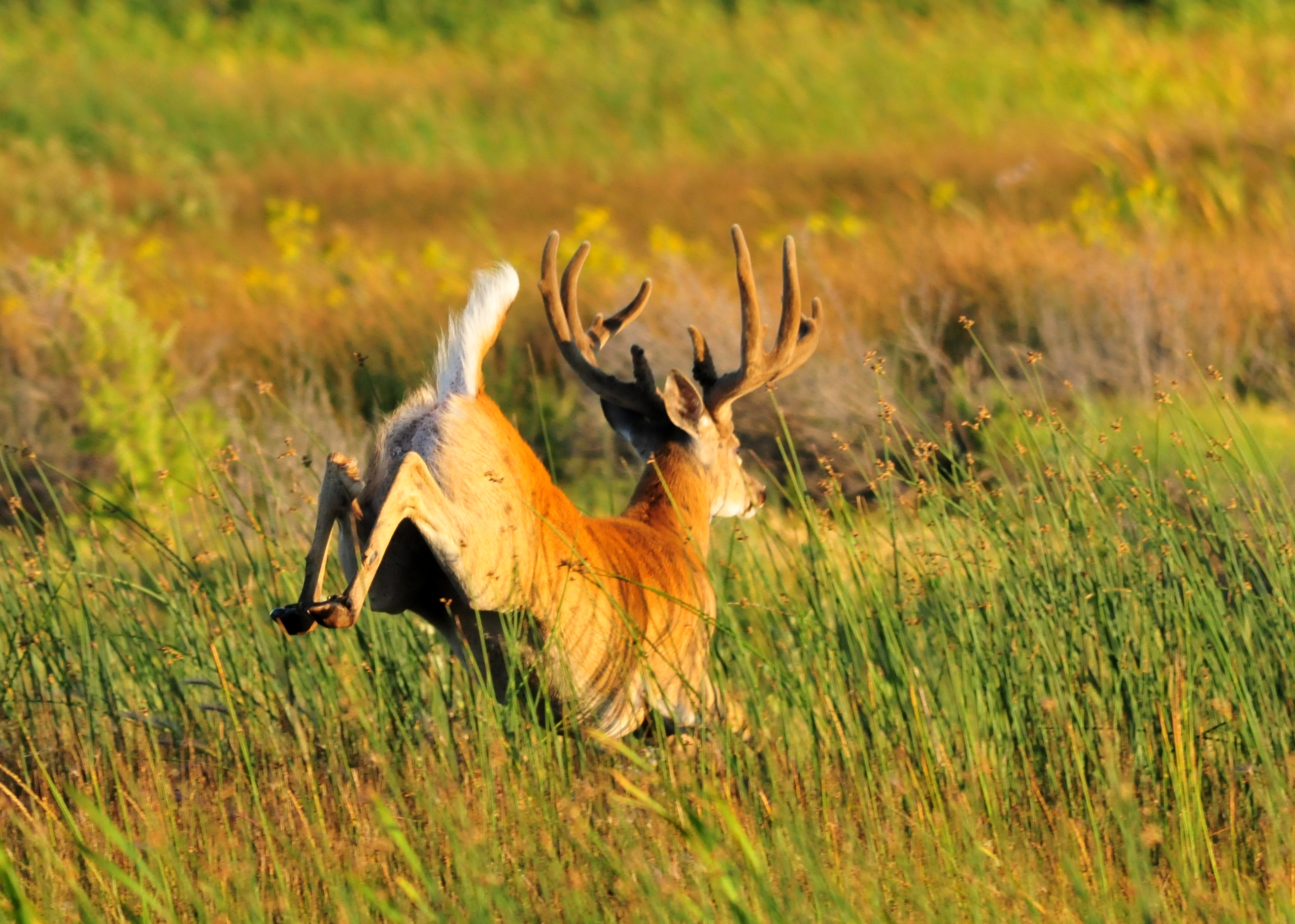
Weißwedelhirsch
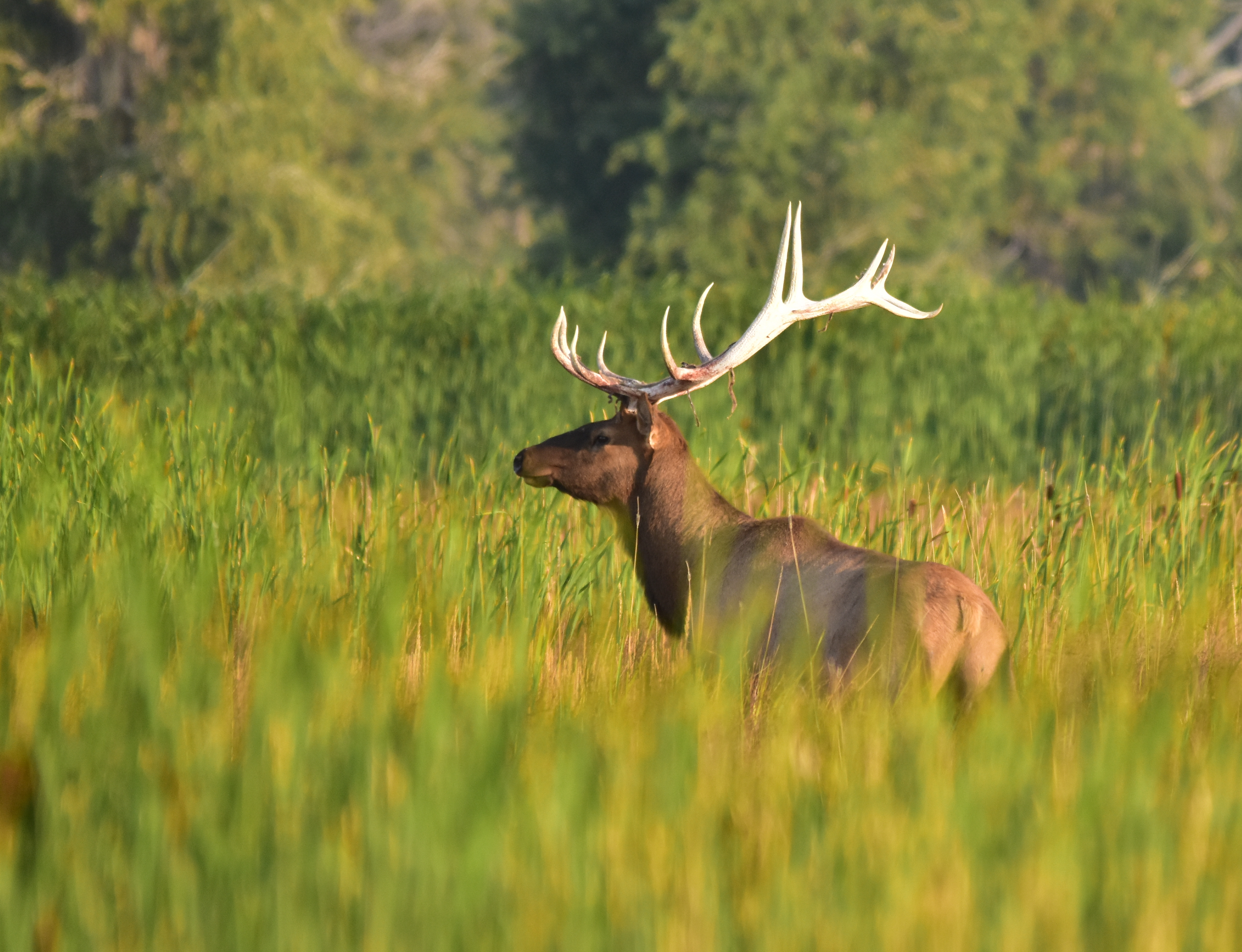
Wapiti
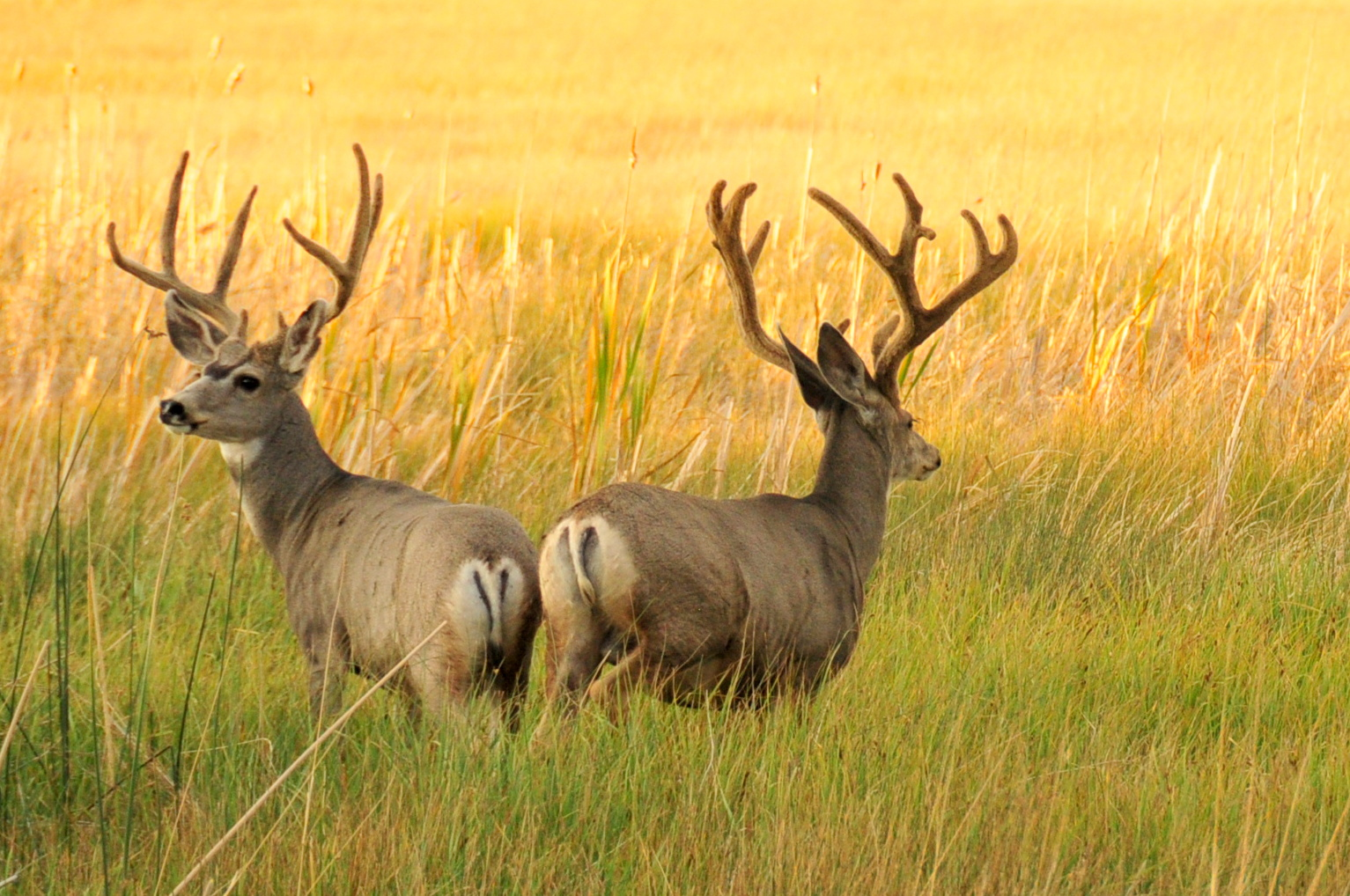
Maultierhirsche
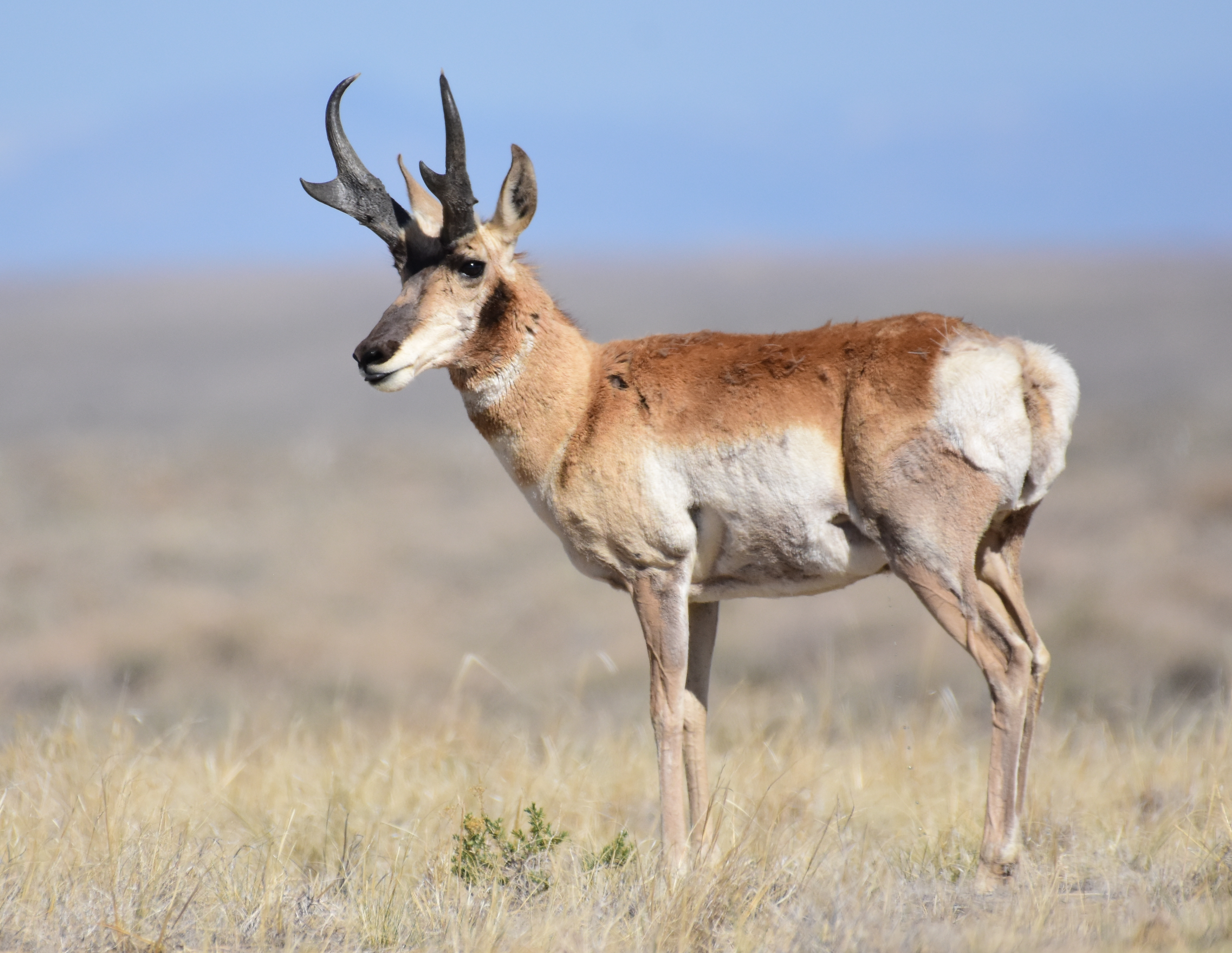
Gabelbock
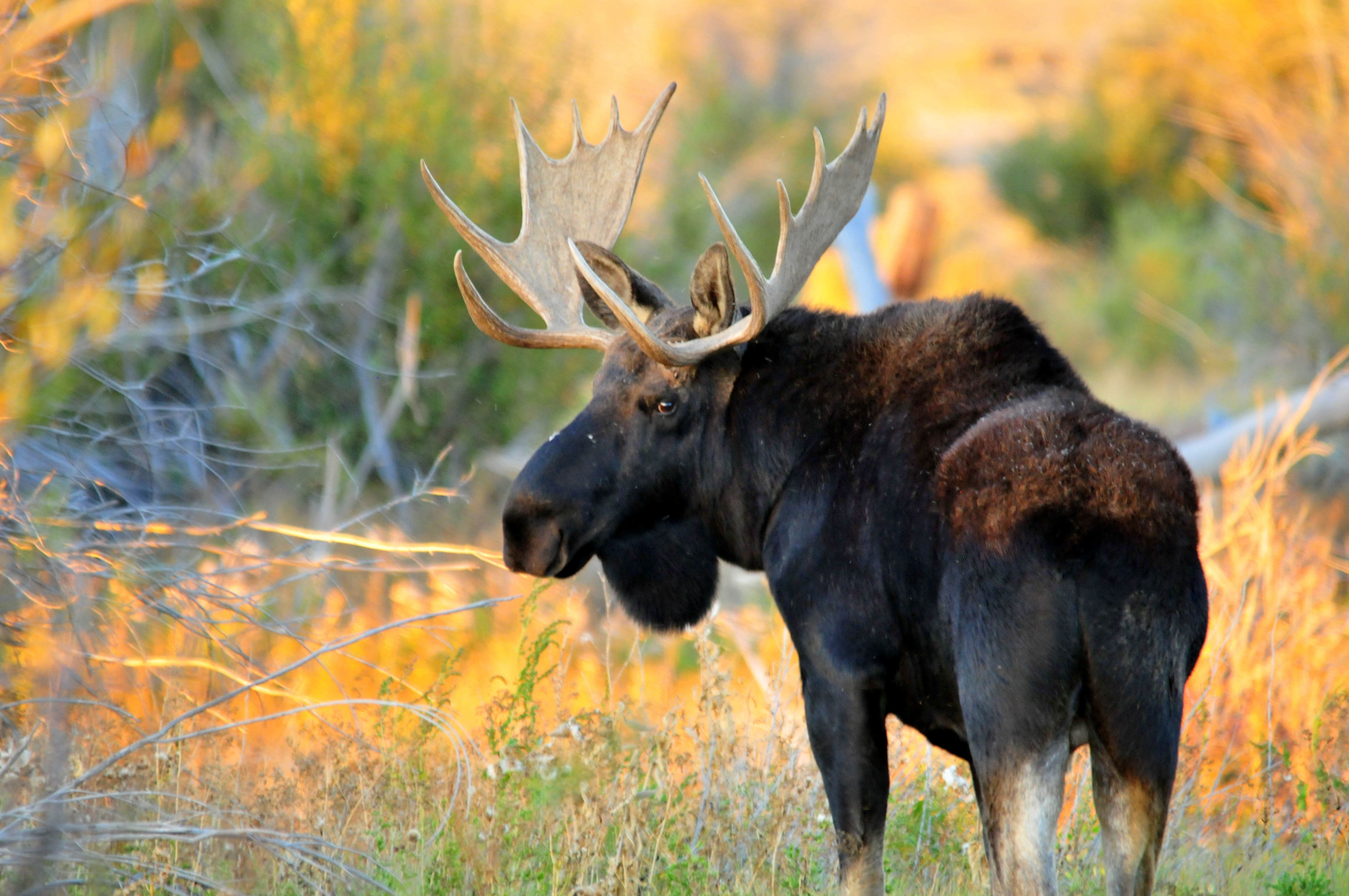
Elchbulle

### Angeln
Die Fischereisaison entspricht den staatlichen Vorschriften. Zu den verfügbaren Arten gehören Regenbogenforelle (Oncorhynchus mykiss), Cutthroat-Forelle (Oncorhynchus clarki), Atlantische Forelle (Salmo trutta) sowie der Gebirgsweißfisch (Prosopium williamsoni). Das Angeln ist auf dem gesamten, durch das Seedskadee National Wildlife Refuge führenden Flussabschnitt des Green River zulässig. Einschränkungen bestehen dahingehend, dass nur die Verwendung künstlicher Fliegen und Köder gestattet ist und die Größe und Anzahl der gefangenen Forellen eingeschränkt ist. Ein Angler darf lediglich eine Forelle pro Tag mit einer Länge von über 20 Zoll fangen. Weitere Fische dieser Größe müssen sofort freigelassen werden. Die Einrichtungen zum Angeln umfassen vier Bootsrampen. Bootsfahrten sind auf ausgewiesene Abschnitte beschränkt. An flachen Stellen können Kanus, Driftboote und Flöße verwendet werden. Schlauchboote und Jetboote sind nicht zugelassen.

## Galerie
Die folgende Bildreihe zeigt einige Säugetiere aus dem Seedskadee National Wildlife Refuge.

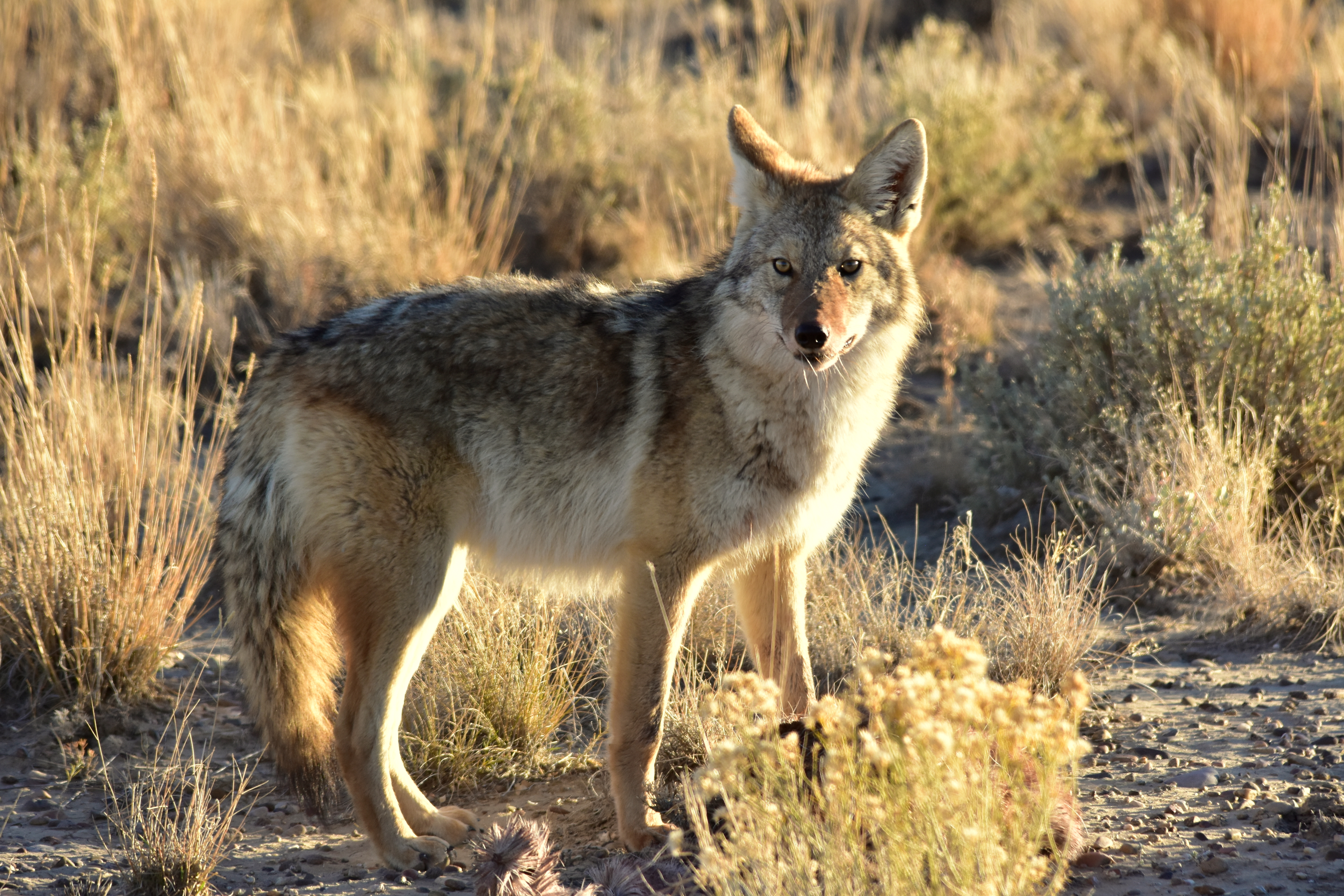
Kojote (Canis latrans)
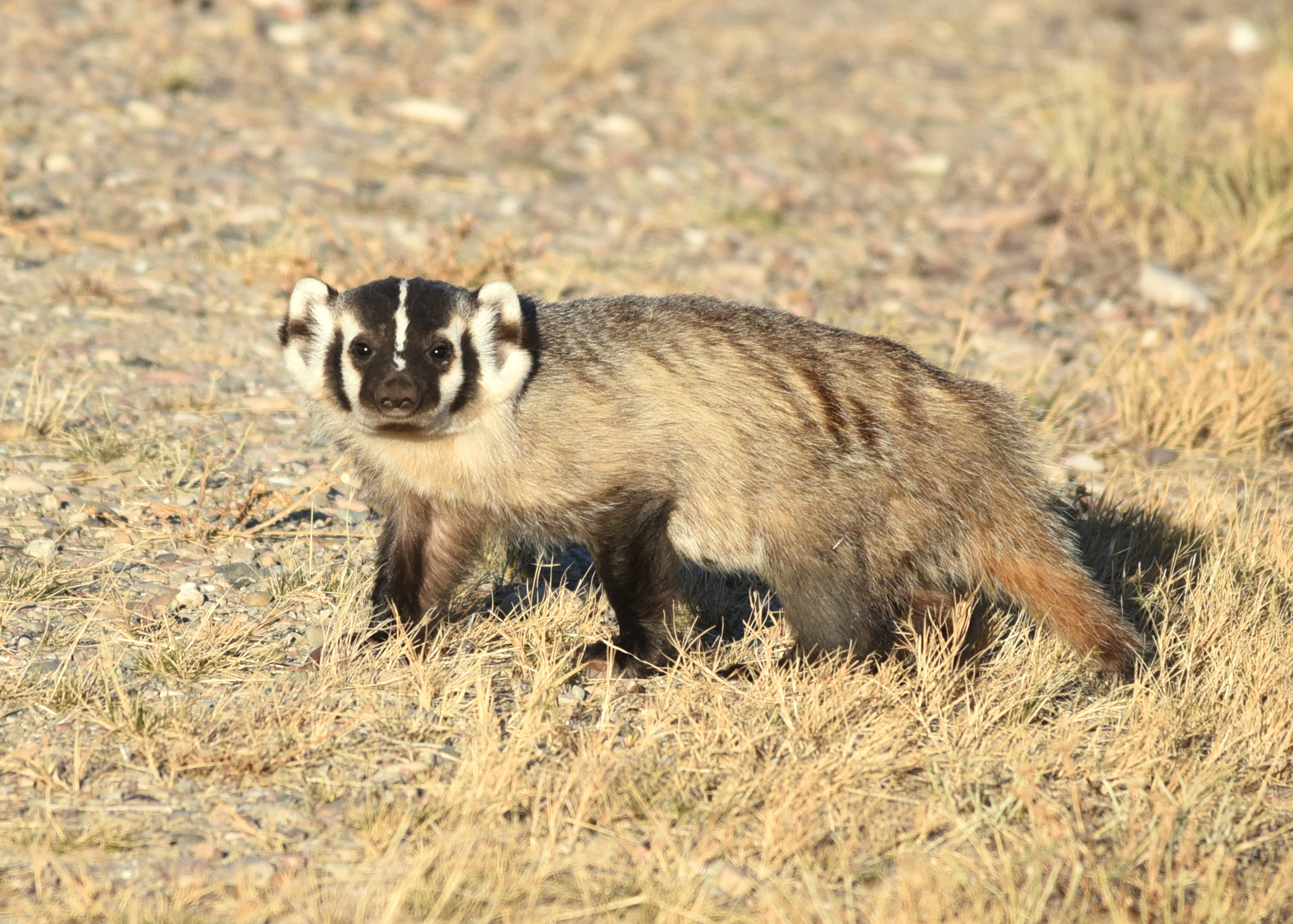
Silberdachs (Taxidea taxus)
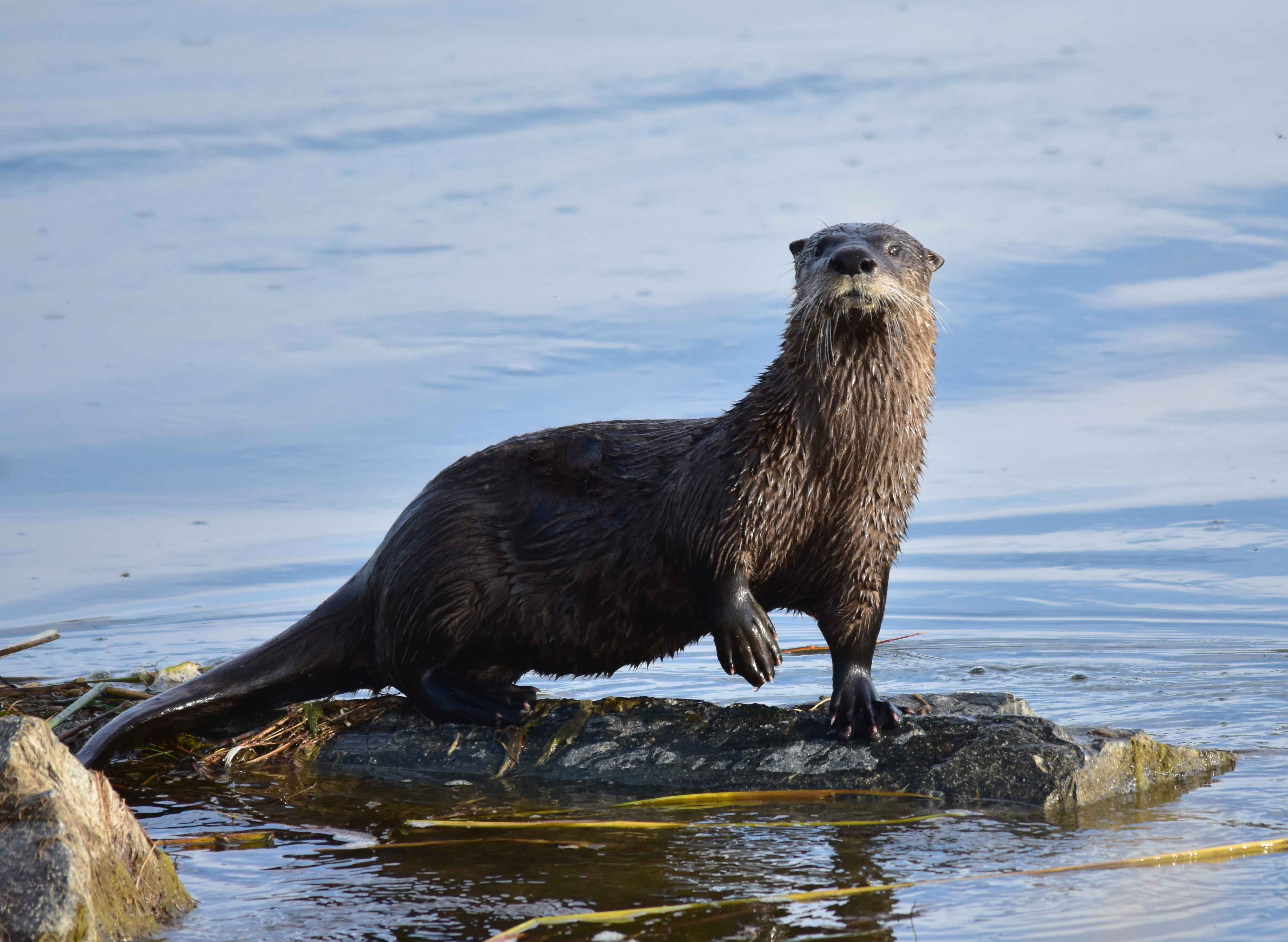
Nordamerikanischer Fischotter (Lontra canadensis)
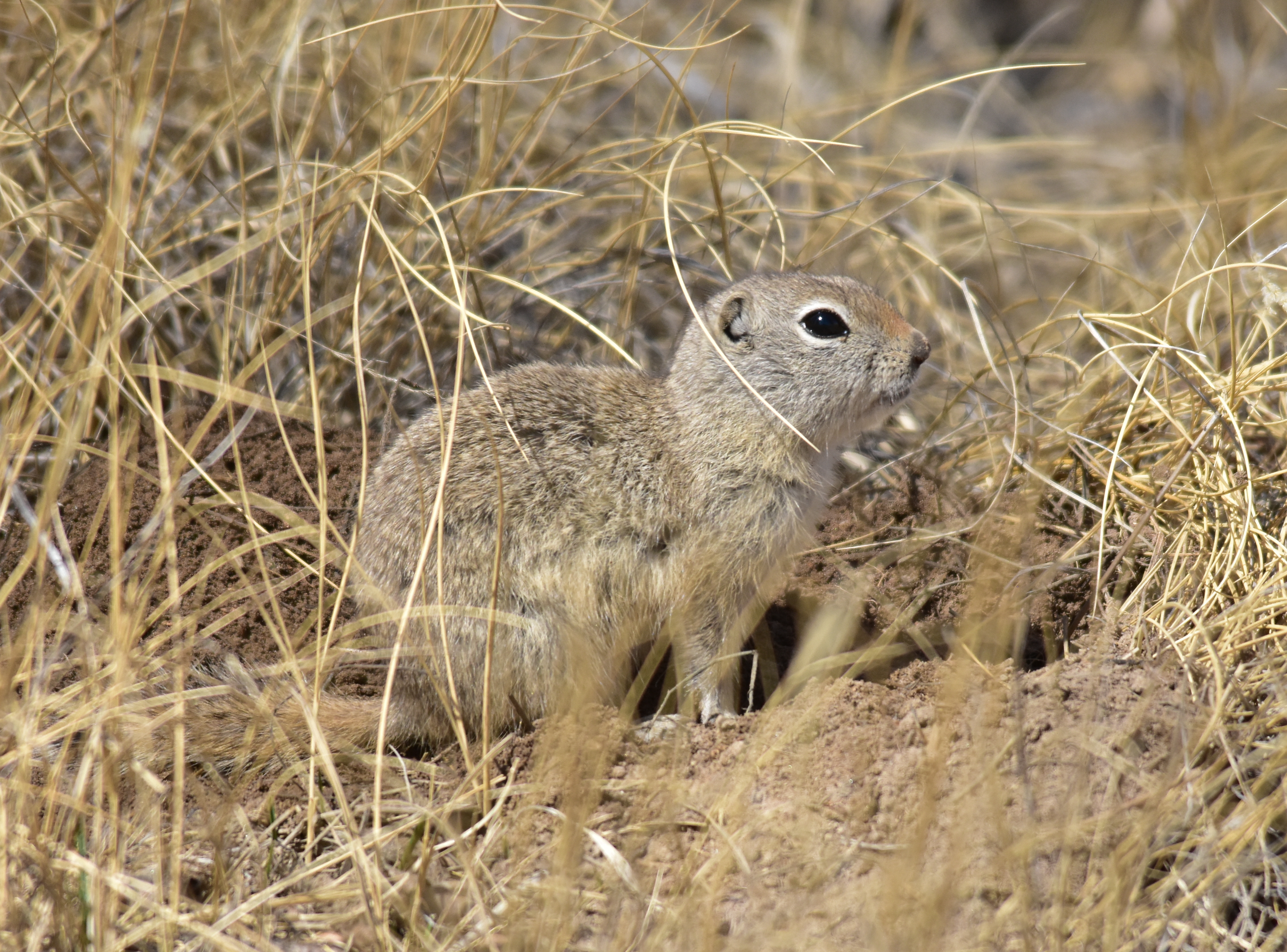
Uinta-Ziesel (Urocitellus armatus)
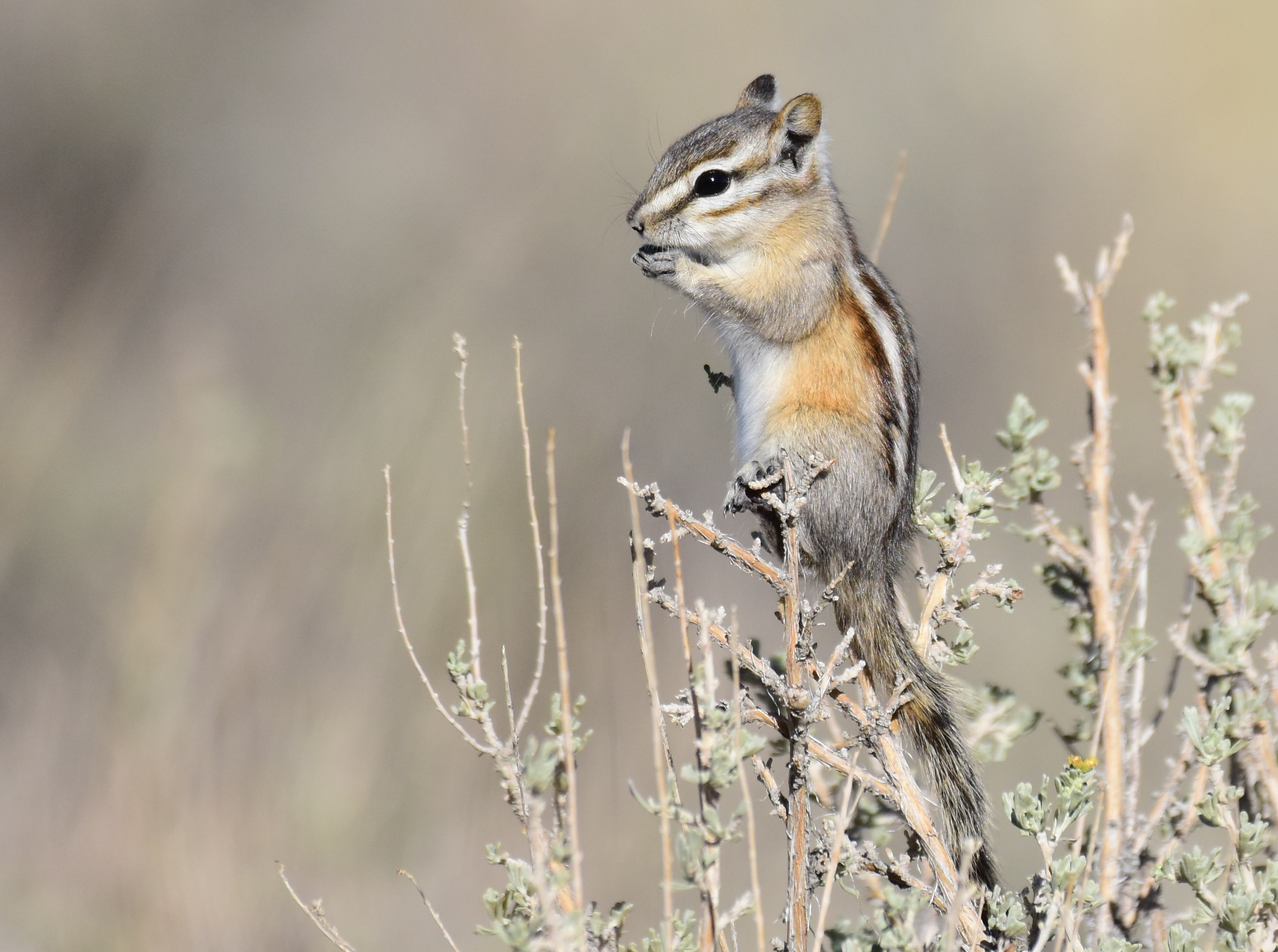
Kleines Streifenhörnchen (Tamias minimus)